# آنا ريفا
آنا ريفا (بالإنجليزية: Anna Riva)‏ هي كاتِبة أمريكية، ولدت في 1923، وتوفيت في 2005.